# مايومي ياماموتو
مايومي ياماموتو (باليابانية: 山本真由美؛ بالكانا: やまもとまゆみ) هي ممثلة يابانية، ولدت في 11 مايو 1984 في أوساكا في اليابان.